# 龍夢
龍夢（簡体字：龙梦、ラテン字：Longmeng）は、中国の1500元（約2.2万円）パーソナルコンピュータ。

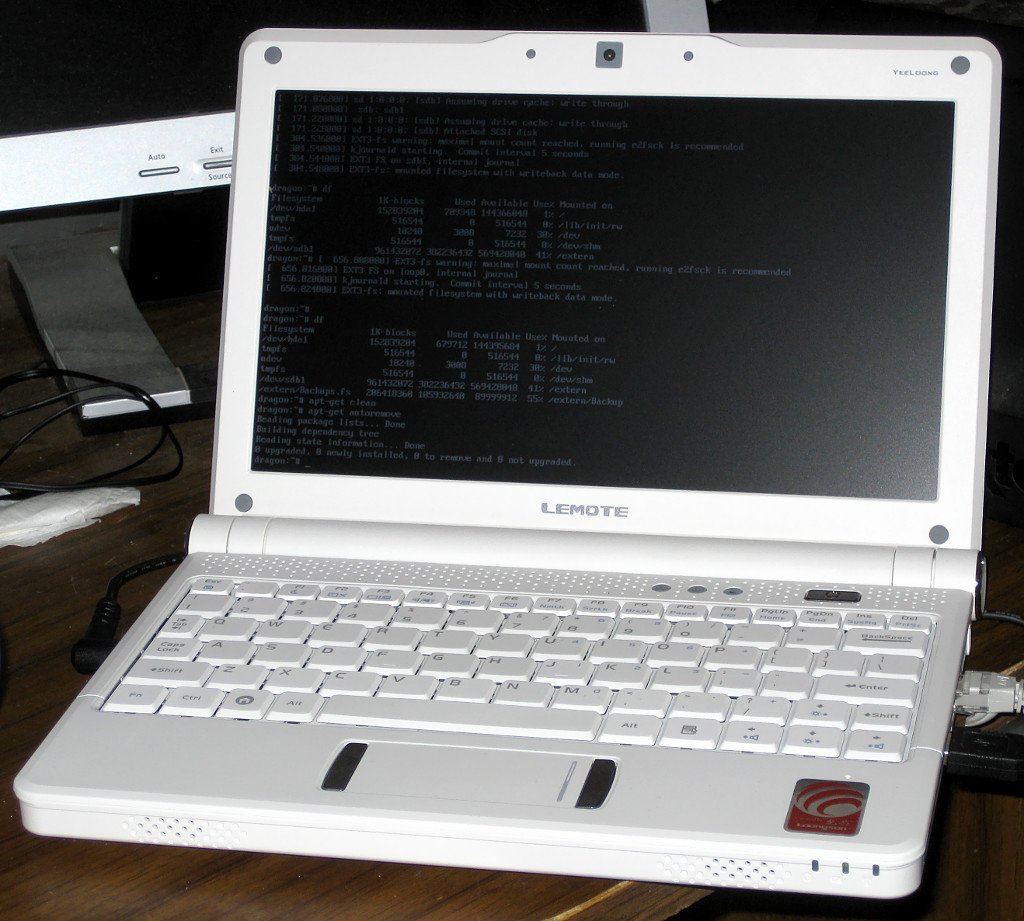
Lemote Yeeloong 8101B

## 概要
中国科学院のコンピュータ技術研究所によって開発されている。
このパソコンは64ビット龍芯三号プロセッサを用い、動作周波数は800-1000MHz、メモリは256MBのDDR-SDRAM、40-60GBのHDD、4つのUSBポート、LANは100Mbit、DVDドライブを備えている。OSは紅旗Linuxである。
龍夢は小型ノートPCで、サイズは17 x 14 cm、重量は500グラム。当初は大型ノートPCであると誤報された。
江蘇省常熟市の夢蘭グループにより売り出される。地方で学ぶ子供たちや低所得層の人々を対象にしているパソコンである。2006年内に10万台を販売する予定。